# احمد رمزی (بازیکن فوتبال)
احمد رمزی (انگلیسی: Ahmed Ramzy (footballer)؛ زادهٔ ۲۵ ژوئیهٔ ۱۹۶۵) یک بازیکن فوتبال اهل مصر است.

## باشگاهی
از باشگاه‌هایی که در آن بازی کرده‌است می‌توان به باشگاه ورزشی زمالک اشاره کرد.

## تیم ملی
وی عضو تیم ملی فوتبال مصر در جام جهانی فوتبال ۱۹۹۰ بوده است.